# Naranjo Dulce
Naranjo Dulce är en ort i Mexiko.   Den ligger i kommunen Ixhuatlán de Madero och delstaten Veracruz, i den sydöstra delen av landet, 200 km nordost om huvudstaden Mexico City. Naranjo Dulce ligger 87 meter över havet och antalet invånare är 307.
Terrängen runt Naranjo Dulce är varierad. Naranjo Dulce ligger nere i en dal. Runt Naranjo Dulce är det ganska tätbefolkat, med 54 invånare per kvadratkilometer. Närmaste större samhälle är La Ceiba, 8,2 km söder om Naranjo Dulce. Omgivningarna runt Naranjo Dulce är en mosaik av jordbruksmark och naturlig växtlighet.